# Dokážeme vás stvořit
Dokážeme vás stvořit (1972, We Can Build You) je sci-fi román amerického spisovatele Philipa K. Dicka. Román byl napsán již roku 1962 pod pracovním názvem The First in Our Family a prvně byl vydán vydán časopisecky v Amazing Stories v letech 1969–1970 jako A. Lincoln, Simulacrum.

## Obsah románu
Příběh románu vypráví Louis Rosen, spolumajitel továrny na hudební nástroje, který se ale postupně začíná se svým společníkem Maurym věnovat výrobě věrných replik slavných lidí, tzv. simulaker. Maury má představu, že vyrobí mnoho replik slavných postav války Severu proti Jihu. Prvními vytvořenými modely jsou proto americký ministr války Edwin M. Stanton a americký prezident Abraham Lincoln. Tyto repliky jsou tak dokonalé, že jsou k nerozeznání od své předlohy a mají také svou vlastní osobnost. Zájem o ně má chamtivý miliardář Sam Barrows, který je chce využít ke kolonizaci Měsíce, jelikož zde má nemovitosti, kam potřebuje přilákat lidi skutečné. V tu samou dobu se Louis zamiluje do psychotické dívky Pris, designérky simulaker, která se léčí se schizofrenií.
Brzy se ale ukáže, že oba androidy je velmi obtížné řídit. Mají své myšlenky i svou vůli a především Abraham Lincoln se odmítá přizpůsobit novým společenským podmínkám. Louis s Maurym nakonec Barrowse odmítají, ale Pris s Barrowsem odchází. Když odhalí jeho skutečné záměry, postaví se proti němu a zničí simulakrum Lincolnova vraha Johna Wilkese Bootha.
Mezitím se Louis snaží Pris zoufale najít a jeho zběsilé pátrání jej dostane až do ústavu pro duševně choré. Prožívá zde uměle vyvolané drogové halucinace, které jej mají vyléčit. Setkává se v nich s Pris, ožení se sní, má s ní děti a stárne s ní. Do ústavu se ale vrací skutečná Pris a setká se s Louisem. Když je Louis propuštěn jako vyléčený, musí Pris, která upadla do ještě horších psychických stavů, v ústavu zůstat a dále se léčit.

## Česká vydání
- Dokážeme vás stvořit, Argo, Praha 2016, přeložil Filip Krajník.